# Liste der Gemeinden in Nunavut
Diese Liste führt die Gemeinden in der kanadischen Provinz Nunavut auf. Es gibt derzeit 25 Gemeinden.
Das Territorium wird in die folgenden Regionen gegliedert:
- Qikiqtaaluk
- Kitikmeot
- Kivalliq

Auch in Nunavut wird bei den Gemeinden zwischen verschiedenen Kategorien unterschieden. Auf Grund der geringen Einwohnerzahlen wird bei der Einteilung jedoch nicht so sehr auf diese abgestellt, alle Gemeinden müssen mindestens 25 Einwohner haben. Bei der Einteilung wird auf den Wert der Grundstücke abgestellt. Es wird theoretisch unterschieden zwischen:
- Hamlet (Weiler)
- Village (Dorf)
- Town (Kleinstadt)
- City (Stadt)

Auf Grund der gesetzliche Vorgaben der Provinz, dem Cities, Towns and Villages Act sowie dem Hamlets Act, haben aktuell fast alle Gemeinden nur den Status eines Hamlet. Lediglich eine Gemeinde erreicht einen anderen Status, den einer City.

## Liste der Städte
Die folgende Tabelle enthält die Gemeinden des Territoriums, ihre Region und den Gemeindestatus sowie ihre Einwohnerzahlen aus den jeweiligen Volkszählungen von Statistics Canada, der nationalen Statistikagentur Kanadas. Die Tabelle enthält nur die Orte, die den Gemeindestatus City, Town oder Village haben.
| Gemeinde | Region      | Gemeinde- status | Einwohnerzahl | Einwohnerzahl | Einwohnerzahl | Einwohnerzahl | Einwohnerzahl | Einwohnerzahl | Einwohnerzahl |
| Gemeinde | Region      | Gemeinde- status | 01991         | 01996         | 02001         | 02006         | 02011         | 02016         |               |
| -------- | ----------- | ---------------- | ------------- | ------------- | ------------- | ------------- | ------------- | ------------- | ------------- |
| Iqaluit  | Qikiqtaaluk | City             | 3.552         | 4.220         | 5.236         | 6.184         | 6.699         | 7.740         |               |

## Liste der offiziellen Gemeinden

### A
- Arctic Bay (Hamlet)
- Arviat (Hamlet)

### B
- Baker Lake (Hamlet)

### C
- Cambridge Bay (Hamlet)
- Cambridge Bay (Hamlet)
- Chesterfield Inlet (Hamlet)
- Clyde River (Hamlet)
- Coral Harbour (Hamlet)

### G
- Gjoa Haven (Hamlet)
- Grise Fiord (Hamlet)

### I
- Igloolik (Hamlet)

### K
- Kimmirut (Hamlet)
- Kinngait (Hamlet)
- Kugaaruk (Hamlet)
- Kugluktuk (Hamlet)

### P
- Pangnirtung (Hamlet)
- Pond Inlet (Hamlet)

### Q
- Qikiqtarjuaq (Hamlet)

### R
- Rankin Inlet (Hamlet)
- Repulse Bay (Hamlet)
- Resolute Bay (Hamlet)

### S
- Sanikiluaq (Hamlet)
- Sanirajak (Hamlet)

### T
- Taloyoak (Hamlet)

### W
- Whale Cove (Hamlet)

## Liste sonstiger Ansiedlungen
- Baffin, Unorganized (Unorganized)
- Bathurst Inlet (Settlement)
- Keewatin, Unorganized (Unorganized)
- Kitikmeot, Unorganized (Unorganized)
- Nanisivik (Settlement)
- Umingmaktuk (Settlement)

## Quelle
- List of municipalities - Nunavut auf der Seite der Canada Revenue Agency